# Llista d'episodis de Black Clover
Black Clover és una sèrie d'anime japonesa adaptada del manga del mateix títol, escrit i il·lustrat per Yūki Tabata. Produïda per Pierrot i dirigida per Tatsuya Yoshihara, la sèrie es va emetre del 3 d'octubre de 2017 al 30 de març de 2021 a TV Tokyo al Japó. Kazuyuki Fudeyasu en va escriure el guió, Itsuko Takeda va dissenyar-ne els personatges i Minako Seki en va compondre la música. La primera temporada, que adapta els vuit primers volums del manga, es va classificar inicialment amb 13 episodis, però més tard es va ampliar a 51 episodis. Les dues primeres temporades constaven cadascuna de 51 episodis. La sèrie té 26 temes musicals diferents: tretze temes inicials i tretze temes finals.
Una animació originalment per a vídeo (OVA) produïda per Xebec va tenir el seu primer tràiler el 27 de novembre de 2016, mentre que l'adaptació a sèrie televisiva d'anime per part de Pierrot va sortir el 3 d'octubre de 2017.
L'anime va arribar en català al canal SX3 el 9 de gener de 2023.

## Temporades
| Temporada | Temporada | Episodis | Episodis | #  | #  | Dates d'emissió       | Dates d'emissió        | Dates d'emissió en català | Dates d'emissió en català |
| Temporada | Temporada | Episodis | Episodis | #  | #  | Primera emissió       | Última emissió         | Primera emissió           | Última emissió            |
| --------- | --------- | -------- | -------- | -- | -- | --------------------- | ---------------------- | ------------------------- | ------------------------- |
|           | 1         | 1-51     | 1-51     | 51 | 51 | 3 d'octubre de 2017   | 25 de setembre de 2018 | 9 de gener de 2023        | 30 de març de 2023        |
|           | 2         | 52-102   | 52-102   | 51 | 51 | 2 d'octubre de 2018   | 24 de setembre de 2019 |                           |                           |
|           | 3         | 103-154  | 103-154  | 52 | 52 | 1 d'octubre de 2019   | 1 de desembre de 2020  |                           |                           |
|           | 4         | 155-170  | 155-170  | 16 | 16 | 8 de desembre de 2020 | 30 de març de 2021     |                           |                           |

## Llista d'episodis

### 1a temporada (2017-2018)
La primera temporada consta de 4 openings i 4 endings. El primer opening i el primer ending són utilitzats del capítol 1 al 13: «Haruka Mirai» (ハルカミライ, lit. 'Futur distant') de Kankaku Piero i «Aoi Honō» (蒼い炎, lit. 'Flama blava') d'Itowokashi. Del 14 al 27 l'opening és «PAiNT it BLACK» (lit. 'Pinta-ho de negre') de BiSH i «Amazing Dreams» (lit. 'Somnis increïbles') de SWANKY DANKY. Dels episodis 28 al 39 l'opening és «Black Rover» de Vickeblanca i l'ending és «Black to the dreamlight» d'Empire. La resta de temporada utilitza com a opening «Guess who is Back» (lit. 'Endevina qui ha tornat') de Kumi Koda i com a ending «Four» de Faky.
| Núm. total | Núm. de la temporada | Títol | Data d'emissió original | Data d'emissió en català |
| --- | -------------------- | --- | ----------------------- | ------------------------ |
| 1 | 1                    | L'Asta i en Yuno Asuta to Yuno (アスタとユノ)                                                                | 3 d'octubre de 2017     | 9 de gener de 2023       |
| Han transcorregut uns quants anys des que l'Asta i en Yuno van ser abandonats alhora a l'església de Hage, un llogaret situat als confins del regne del Trèvol, quan eren només uns nadons. L'Asta i en Yuno han anat a la cerimònia de lliurament de grimoris per avançar un pas més en el seu camí com a mags. En Yuno té un poder màgic descomunal, mentre que l'Asta no en té. Tots dos podran aconseguir un grimori? |                      | |                         |                          |
| 2 | 2                    | Un jurament d'infància Shōnen no Chikai (少年の誓い)                                                         | 10 d'octubre de 2017    | 10 de gener de 2023      |
| En Yuno ha aconseguit el grimori de les Quatre Fulles, però ha aparegut un personatge malvat que l'ha atacat amb la intenció de prendre-li el grimori. L'Asta apareix de sobte i salva en Yuno amb un grimori que està fet un nyap i una espasa gegantina que ningú sap d'on ha sortit. Arran d'això, els nois recorden un jurament que van fer quan eren nens: que tots dos competirien per arribar a ser algun dia el rei dels mags. |                      | |                         |                          |
| 3 | 3                    | Cap a la capital del regne del Trèvol! Kurōbā Ōkoku, Ōto e! (クローバー王国、王都へ！)                       | 17 d'octubre de 2017    | 11 de gener de 2023      |
| L'Asta i en Yuno s'entrenen de valent per presentar-se a l'examen per entrar a formar part d'un orde de cavallers mags. Si bé tothom té grans expectatives per a en Yuno, ningú no espera que l'Asta passi l'examen i estan convençuts que tornarà a Hage ben aviat. No obstant això, l'Asta està convençut de poder demostrar que els orfes i els pobres també poden arribar molt lluny, si s'ho proposen. Abans de la seva partida, a l'església preparen un gran festí de nomotates com a comiat! |                      | |                         |                          |
| 4 | 4                    | L'examen per ser cavaller mag Mahō Kishidan Nyūdan Shiken (魔法騎士団入団試験)                               | 24 d'octubre de 2017    | 12 de gener de 2023      |
| Des que l'Asta i en Yuno se'n van anar de Hage, l'església s'ha quedat molt silenciosa. Mentrestant, després d'haver recorregut el llarg camí que separa Hage de Kikka, la ciutat que és al peu del castell, els dos valents nois acaben d'arribar a la seu on tindrà lloc l'examen. Tan sols entrar, l'Asta se les haurà de veure amb el líder dels Toros Negres, l'orde de cavallers amb pitjor fama de totes. En aquest episodi descobrirem tots els ordes de cavallers i els seus líders, i veurem com els nostres personatges s'enfronten a les diferents proves de l'examen. Aconseguiran aprovar-lo, l'Asta i en Yuno? |                      | |                         |                          |
| 5 | 5                    | El camí per ser el rei dels mags Mahōtei e no Michi (魔法帝への道)                                           | 31 d'octubre de 2017    | 16 de gener de 2023      |
| La prova definitiva per poder passar l'examen d'accés a un orde de cavallers mags consisteix a lluitar cara a cara contra un altre candidat. L'Asta ha lluitat contra en Sekke, un paio amb força aptituds, però de caràcter aprofitat i amb poca força de voluntat, cosa que ha afavorit la victòria de l'Asta. Per la seva banda, en Yuno competirà contra en Salim, un noble de la família Hapshass amb moltes pretensions. Aconseguirà derrotar-lo, en Yuno? Entraran tots dos en algun orde? |                      | |                         |                          |
| 6 | 6                    | Els Toros Negres Kuro no Bōgyū (黒の暴牛)                                                                    | 7 de novembre de 2017   | 17 de gener de 2023      |
| Tant l'Asta com en Yuno han aconseguit entrar en un orde de cavallers mags i han fet un pas més en el seu somni d'arribar a ser el rei dels mags. L'Asta ha entrat a l'orde dels Toros Negres, l'orde amb pitjor fama de tots, i en Yuno, a l'Alba Daurada. En aquest episodi coneixerem a quina nova llar han anat a parar els nostres personatges i com són els seus nous companys d'orde! |                      | |                         |                          |
| 7 | 7                    | L'altra nouvinguda a l'orde Mō Hitori no Shin Nyūdan'in (もう一人の新入団員)                                 | 14 de novembre de 2017  | 18 de gener de 2023      |
| L'Asta i en Yuno han començat una nova vida en els seus respectius ordes de cavallers, on ara s'han d'acostumar a les noves rutines. L'Asta pensava que ja havia conegut tots els membres dels Toros Negres, però resulta que a l'orde hi ha una nova incorporació que encara no havia conegut: la Noelle, una noia que pertany a la família reial, que l'ha rebutjada perquè no aconsegueix controlar els seus poders. Ella menysprea els Toros Negres com a orde i també l'Asta, pel fet que és un plebeu. Acceptarà, la Noelle, finalment, que també forma part dels Toros Negres?                                         |                      | |                         |                          |
| 8 | 8                    | La primera missió Gō Gō Hatsu Ninmu (ゴーゴー初任務)                                                         | 21 de novembre de 2017  | 19 de gener de 2023      |
| En Yami i en Magna han anat a una suposada missió que, en realitat, és una partida de cartes. Incloent-hi la roba, tots dos perden tot el que duien jugant contra en Seihi, l'alcalde del poble de Saussy, que després els demana que l'ajudin a caçar uns senglars que darrerament estan fent destrosses als horts dels afores del poble. En Yami diu a l'Asta i la Noelle que vagin amb en Magna a acomplir aquesta primera missió. Arribaran bé a Saussy, els nostres protagonistes? |                      | |                         |                          |
| 9 | 9                    | Salvatges Kemono (獣)                                                                                        | 28 de novembre de 2017  | 23 de gener de 2023      |
| L'Asta i la Noelle han viatjat fins a Saussy amb en Magna i la seva escombra Cicló Boig, per tal de dur a terme la seva primera missió de caçar senglars. En aquest episodi descobrirem que en Magna i en Seihi, l'alcalde del poble, són amics des que en Magna era un jove entremaliat. Però, en arribar a Saussy, els tres membres dels Toros Negres veuen que la vila està envoltada d'una sospitosa boira màgica i es troben un enemic inesperat. |                      | |                         |                          |
| 10 | 10                   | Els protectors Mamoru Mono (護る者)                                                                          | 5 de desembre de 2017   | 24 de gener de 2023      |
| L'enemic que l'Asta, la Noelle i en Magna han trobat a la vila de Saussy és molt poderós. Domina la màgia del gel a la perfecció i sembla obsessionat amb el temps i amb la realització d'un pla. L'enemic ha atacat els ciutadans de Saussy i ha assassinat en Seihi. L'Asta, en Magna i la Noelle lluitaran en contra seva i aconseguiran abatre'l, però... Quin era el seu propòsit? De qui complia ordres? |                      | |                         |                          |
| 11 | 11                   | Contratemps a la ciutat al peu del castell Toaru Hi no Jōkamachi de no Dekigoto (とある日の城下町での出来事) | 12 de desembre de 2017  | 25 de gener de 2023      |
| En Magna, la Noelle i l'Asta han sortit victoriosos del poble d'en Seihi i, en reconeixement, el rei dels mags ha atorgat una estrella als Toros Negres per la feina feta en la missió. Després, els membres dels Toros Negres reben la seva paga mensual i en Yami els dona el dia lliure. Per aprofitar-lo, la Vanessa s'ofereix a dur la Noelle i l'Asta a Kikka, la ciutat que és al peu del castell, on descobriran un munt de coses. Fins i tot un mercat negre on seran testimonis d'un delicte. Què succeirà? |                      | |                         |                          |
| 12 | 12                   | El rei dels mags observa (1a part) Mahōtei wa Mita (魔法帝は見た)                                            | 19 de desembre de 2017  | 26 de gener de 2023      |
| L'Asta, la Vanessa i la Noelle han vist com robaven a una anciana mentre visitaven el mercat negre de Kikka, just en el moment que havien trobat en Sekke per casualitat. Però qui és, aquesta anciana? Podran recuperar-li la bossa? Mentrestant, a en Yuno se li ha concedit la primera missió, que és escortar en Salim Hapshass fins al regne del Cor. Però, pel camí, els ataquen uns desconeguts i acaben fent una parada a Hage. Acabaran bé el viatge? |                      | |                         |                          |
| 13 | 13                   | El rei dels mags observa (2a part) Zoku Mahōtei wa Mita (続・魔法帝は見た)                                   | 26 de desembre de 2017  | 30 de gener de 2023      |
| En la seva missió d'escortar en Salim fins al regne del Cor, en Yuno ha fet una parada a Hage amb la resta dels viatgers. Però, mentre sopaven a l'església, els mateixos desconeguts que els havien atacat pel camí s'han endut la germana Lily. Qui són? Què volen? Hi té alguna cosa a veure, en Salim, amb tot això? Aconseguiran rescatar la germana Lily? Qui és l'encaputxat que falta? En aquest episodi descobrirem tot això... I moltes més coses! |                      | |                         |                          |
| 14 | 14                   | La masmorra Danjon (魔宮)                                                                                    | 9 de gener de 2018      | 31 de gener de 2023      |
| Mentre els membres dels Toros Negres discuteixen quin nom posar-li a l'antiocell que va darrere de l'Asta des de l'examen per entrar en un orde de cavallers mags, en Finral i en Yami tornen del castell amb la notícia que els han encomanat la missió d'ocupar una masmorra que hi ha al costat del regne del Diamant, per evitar que sigui saquejada. Per petició del rei dels mags, hi anirà l'Asta, acompanyat de la Noelle i d'en Luck. Quines aventures els esperen, a la masmorra? |                      | |                         |                          |
| 15 | 15                   | Els guerrers mags del Diamant Daiyamondo no Madōsenshi (ダイヤモンドの魔導戦士)                              | 16 de gener de 2018     | 1 de febrer de 2023      |
| L'Asta i la Noelle esquiven trampes màgiques dins la masmorra, fins que tot apunta a un final desastrós. Però, per sort, en Yuno apareix per salvar-los. L'orde de l'Alba Daurada també és a la masmorra amb la mateixa missió. Mentrestant, a palau, un missatger informa el rei dels mags que han detectat una tropa del regne del Diamant liderada per en Lotus de l'Infern, amb qui precisament en Luck està lluitant tot sol a la masmorra. Qui arribarà abans a la sala del tresor? |                      | |                         |                          |
| 16 | 16                   | Companys Nakama (仲間)                                                                                       | 23 de gener de 2018     | 2 de febrer de 2023      |
| L'Asta, la Noelle i en Luck dels Toros Negres, i en Klaus, la Mimosa i en Yuno de l'Alba Daurada competeixen dins la masmorra per veure qui arriba abans a la sala del tresor. Però, pel camí, la Noelle i l'Asta han de decidir si ajuden en Luck o si segueixen endavant per arribar a la sala del tresor. Què faran? Continuaran competint amb l'orde de l'Alba Daurada o ajudaran en Luck com a bons companys? |                      | |                         |                          |
| 17 | 17                   | El destructor Hakaimono (破壊者)                                                                             | 30 de gener de 2018     | 6 de febrer de 2023      |
| L'Asta i la Noelle han anat a ajudar en Luck i, gràcies al treball en equip, han aconseguit vèncer en Lotus. Reunits de nou i victoriosos, els tres membres dels Toros Negres reprenen el seu camí cap a la sala del tresor. Els membres de l'Alba Daurada ja hi han arribat, però allà s'han topat amb en Mars, un altre soldat, el més fort del regne del Diamant, que està disposat a destruir tothom. Podran vèncer en Mars, els nostres herois? |                      | |                         |                          |
| 18 | 18                   | El meu record de tu Tsuioku no Kimi (追憶の君)                                                               | 6 de febrer de 2018     | 7 de febrer de 2023      |
| A les portes de la sala del tresor, els membres de l'Alba Daurada i dels Toros Negres han deixat de banda les seves rivalitats per fer front al poderós enemic del regne del Diamant. Junts han aconseguit aturar en Mars i obrir les portes de la sala del tresor, on han descobert un munt de relíquies amb un immens poder màgic. Però en Mars s'ha escapat de la màgia restrictiva d'en Klaus i ha contraatacat dins de la sala del tresor. Podran aturar-lo de nou? |                      | |                         |                          |
| 19 | 19                   | L'esfondrament i la salvació Hōkai to Kyūsai (崩壊と救済)                                                    | 13 de febrer de 2018    | 8 de febrer de 2023      |
| En Mars ataca els nostres herois amb tota la seva ràbia destructora, mentre recorda com va arribar a convertir-se en el soldat més fort del regne del Diamant. L'Asta està malferit i sembla que tot plegat tindrà un desenllaç fatal. Però, de sobte, una força màgica misteriosa, relacionada amb un grimori que en Yuno ha trobat a la sala del tresor, els ajuda a vèncer-lo. Però s'hauran d'afanyar per intentar sortir de la masmorra abans que s'esfondri! |                      | |                         |                          |
| 20 | 20                   | Reunió a la capital Ōto Shūketsu (王都集結)                                                                  | 20 de febrer de 2018    | 9 de febrer de 2023      |
| Finalitzada la missió de la masmorra, l'Asta ha dormit durant una setmana sencera i, en despertar-se, l'informen que ell i la Noelle han estat convocats a la seu central de la capital del regne del Trèvol per informar sobre la missió. Allà es troben amb els membres de l'Alba Daurada, que també hi han estat convocats, i els rep el rei dels mags en persona. Després, el rei els convida a la cerimònia d'investidura anual on s'atorguen nous rangs i on coneixeran diferents membres d'altres ordes. Rebran bé els nostres herois, els altres cavallers?                                                           |                      | |                         |                          |
| 21 | 21                   | Disturbis a la capital Ōto Sōran (王都騒乱)                                                                  | 27 de febrer de 2018    | 13 de febrer de 2023     |
| A la cerimònia d'investidura on s'atorguen nous rangs als cavallers, els nostres herois no han tingut bona acollida. El rei dels mags s'ha hagut d'absentar inesperadament per un assumpte important i l'ambient s'està caldejant de valent. Mentrestant, els diferents districtes de la ciutat pateixen l'atac d'un exèrcit de zombis dirigit per un enemic desconegut. Els diferents ordes s'hauran d'unir per combatre'l. Qui és, aquest enemic? Què pretén? |                      | |                         |                          |
| 22 | 22                   | Follia de màgia Mahō Ranbu (魔法乱舞)                                                                        | 6 de març de 2018       | 14 de febrer de 2023     |
| Els cavallers mags dels diferents ordes s'han dispersat en grups pels diversos districtes de la capital per ajudar els ciutadans i intentar aturar l'enemic. Els zombis són molt nombrosos, però no tenen gaire força. L'Asta s'enfronta amb en Rades, que, com que s'ha quedat sense l'exèrcit de zombis, invoca diferents monstres perquè lluitin contra l'Asta en lloc seu. En Fuegoleon i en Leopold apareixen per ajudar l'Asta. Podran vèncer les joguines d'en Rades, els nostres herois? |                      | |                         |                          |
| 23 | 23                   | El Rei Lleó Carmesí Guren no Shishiō (紅蓮の獅子王)                                                          | 13 de març de 2018      | 15 de febrer de 2023     |
| Els nostres herois continuen lluitant contra l'exèrcit de zombis, mentre el monarca del regne del Trèvol es pregunta per què el rei dels mags no ha comparegut a la cort per protegir-lo, si aquesta hauria de ser la seva principal prioritat. L'Asta, en Fuegoleon, en Leopold i la Noelle lluiten en un violent combat contra en Rades i les seves joguines. On ha anat, el rei dels mags? Aconseguiran vèncer l'enemic, els nostres herois? |                      | |                         |                          |
| 24 | 24                   | Blackout Burakkuauto (ブラックアウト)                                                                        | 20 de març de 2018      | 16 de febrer de 2023     |
| En Fuegoleon, l'Asta, en Leopold i la Noelle han pogut aturar en Rades, però en Fuegoleon és abduït per una força màgica superior desconeguda. La resta de cavallers mags han estat traslladats amb màgia espacial a un indret llunyà. Mentre, en Yuno ha aconseguit lliurar-se de la màgia espacial, però s'ha d'enfrontar amb una bruixa que xucla joventut amb els seus encanteris. Se'n podran sortir tots, d'aquesta? |                      | |                         |                          |
| 25 | 25                   | L'adversitat Gyakkyō (逆境)                                                                                  | 27 de març de 2018      | 20 de febrer de 2023     |
| En Yuno es pensava que havia aconseguit acabar amb la bruixa gràcies a la màgia de l'esperit del vent, però aquesta ha aparegut a la cuina on la Charmy menjava suculents plats per robar-li el mana. Per la seva banda, en Fuegoleon ha resultat greument ferit, i l'Asta, la Noelle i en Leopold lluiten amb en Valtos, a qui li han arribat reforços. Superaran l'adversitat, els nostres herois? |                      | |                         |                          |
| 26 | 26                   | Bèsties ferides Teoi no Kemono (手負いの獣)                                                                  | 3 d'abril de 2018       | 21 de febrer de 2023     |
| Després d'una intensa lluita contra en Rades, els cavallers mags que havien estat abduïts a un lloc desconegut han pogut retornar a la capital, i un estrany grup anomenat la Maledicció del Sol de Mitjanit ha vingut a ajudar en Rades. L'enemic finalment fuig, però s'endú presoner l'Asta. En sortiran benparats, d'aquesta, els nostres herois? |                      | |                         |                          |
| 27 | 27                   | La llum Hikari (光)                                                                                          | 10 d'abril de 2018      | 22 de febrer de 2023     |
| L'orde de la Maledicció del Sol de Mitjanit s'ha endut l'Asta, però el rei dels mags en persona ha aparegut i l'ha salvat. De nou a la capital, en Fuegoleon segueix inconscient i els cavallers mags no troben el seu penjoll. Qui és el líder de l'enemic? Què pretén? El deu tenir ell, el penjoll? |                      | |                         |                          |
| 28 | 28                   | La noia del meu cor Kokoro ni Kimeta Hito (心に決めた人)                                                     | 17 d'abril de 2018      | 23 de febrer de 2023     |
| En Finral ha organitzat una triple cita en què anirà acompanyat de l'Asta i en Luck. Amoïnada, la Noelle els segueix fins a la taverna on es reuniran amb les tres noies. En una altra taula, en Sekke també està de cita. Aconseguirà en Finral enamorar alguna de les noies? Sembla que l'Asta ja té el cor robat per una noia. Qui deu ser...? |                      | |                         |                          |
| 29 | 29                   | El camí Michi (道)                                                                                           | 24 d'abril de 2018      | 27 de febrer de 2023     |
| En aquest episodi, repassarem el camí que han seguit els nostres herois fins a arribar on són a través dels diaris d'observació que en Gordon escriu de l'Asta i en Yuno. Recordarem com van obtenir els seus grimoris i com van entrar als seus ordes de cavallers mags. També veure'm que la Noelle està preocupada perquè creu que l'Asta està enamorat d'ella. És realment així? |                      | |                         |                          |
| 30 | 30                   | El mag del mirall Kagami no Madōshi (鏡の魔道士)                                                             | 1 de maig de 2018       | 28 de febrer de 2023     |
| Els Toros Negres tenen un altre dia lliure, i alguns ho aprofiten per anar a la ciutat de Neon. L'Asta anirà a conèixer els germans de la Rebecca, en Gauche a veure la Marie i la Noelle, engelosida, seguirà les passes de l'Asta. De sobte, comença a nevar, tot i que no és època. Què deu ser, aquesta neu? |                      | |                         |                          |
| 31 | 31                   | Rere les petjades a la neu Setsujō no Tsuigeki (雪上の追跡)                                                  | 8 de maig de 2018       | 1 de març de 2023        |
| S'han endut tots els nens i nenes de Neon. Els han fet un encanteri i se'ls han endut a la muntanya, enmig d'una gran nevada quan en realitat no és temps de neu. L'enemic vol xuclar la màgia als nens per després vendre-la, però l'Asta i companyia faran tot el que podran per evitar-ho. |                      | |                         |                          |
| 32 | 32                   | Brots de tres fulles Mitsuba no Me (三つ葉の芽)                                                              | 15 de maig de 2018      | 2 de març de 2023        |
| L'Asta, en Gauche i la germana Theresa per fi han trobat l'indret on han retingut els nens de Nean. Els han abduït i els estan xuclant la màgia d'un en un... Mentrestant, en Sekke ha anat al cau dels Toros Negres per demanar reforços, però allà sembla que no hi ha ningú. Aconseguiran salvar els nens de Nean? |                      | |                         |                          |
| 33 | 33                   | Algun dia beneficiarà algú Itsuka Dareka no Tame ni naru (いつか誰かの為になる)                              | 22 de maig de 2018      | 6 de març de 2023        |
| L'Asta i la germana Therese continuen lluitant contra l'enemic, que s'ha vist reforçat per l'aparició d'aquella noia que es mor de ganes de disseccionar l'Asta. En Gauche ha fugit amb la seva germana, però, gràcies a la insistència de la Marie, ha tornat a la lluita per ajudar els seus companys. Però, quan sembla que el combat està guanyat, apareix la mateixa persona que vam veure al cau de l'enemic. Qui és? |                      | |                         |                          |
| 34 | 34                   | Màgia de llum contra màgia de foscor Hikari Mahō Bāsasu Yami Mahō (光魔法VS闇魔法)                           | 29 de maig de 2018      | 7 de març de 2023        |
| Com que en Finral s'ha endut els ferits i els nens a la ciutat, en Yami i l'Asta s'han quedat sols lluitant contra l'enemic a la cova. Si bé el líder enemic fa servir la inusual màgia de la llum, que també pot combinar amb altres màgies, en Yami no es queda curt en defensa ni en atac, i ensenya a l'Asta a controlar el ki. Aconseguiran vèncer o no ho aconseguiran? |                      | |                         |                          |
| 35 | 35                   | Llum justiciera Sabaki no Hikari (裁きの光)                                                                  | 5 de juny de 2018       | 8 de març de 2023        |
| L'Asta i en Yami s'han quedat sols lluitant contra en Licht i en Valtos, i tot apunta que els nostres herois ho tenen difícil, però en Gauche, després d'arribar a la ciutat transportat per en Finral amb la germana Theresa i la resta dels nens, rep molt de poder màgic per part de tothom i creu que, gràcies a això, podrà vèncer a l'enemic. Ho aconseguirà o a l'enemic també li arribaran reforços? |                      | |                         |                          |
| 36 | 36                   | El tercer ull Mittsu no Me (三つの眼)                                                                        | 12 de juny de 2018      | 9 de març de 2023        |
| En Yami, l'Asta, en Gauche i en Finral han aconseguit derrotar en Licht i en Valtos, però ara han d'esperar que en Finral recuperi poder màgic per poder tornar a la ciutat. Durant l'espera, han aparegut reforços de l'enemic, una esquadra anomenada El Tercer Ull. Arribaran també reforços per als nostres herois? Si no és així, ho tindran complicat... |                      | |                         |                          |
| 37 | 37                   | Aquell sense màgia Maryokunaki Mono (魔力無き者)                                                             | 19 de juny de 2018      | 13 de març de 2023       |
| Els nostres herois s'han vist sorpresos per l'arribada de reforços de la Maledicció del Sol de Mitjanit, un grup de malvats que es fan anomenar "El Tercer Ull". Tot fa pensar que tenen les de perdre, però, per sort a ells, també els arriben reforços: la Charlotte, en Jack i en Nozel. L'Asta no té poder màgic, però la seva actuació serà clau en la lluita. Aconseguiran fer fugir l'enemic? |                      | |                         |                          |
| 38 | 38                   | La reunió dels grans cavallers mags Mahō Kishi-dan Danchō Kaigi (魔法騎士団団長会議)                         | 26 de juny de 2018      | 14 de març de 2023       |
| El rei dels mags ha convocat tots els líders dels ordes de cavallers i ha demanat que l'Asta acompanyi en Yami. L'espasa antimàgia de l'Asta és clau per poder fer confessar els dos membres de la Maledicció del Sol de Mitjanit que tenen empresonats. Però resulta que entre els líders hi ha un traïdor! |                      | |                         |                          |
| 39 | 39                   | La salutació de les tres fulles Mitsuba no Keirei (三つ葉の敬礼)                                             | 3 de juliol de 2018     | 15 de març de 2023       |
| Tot indica que en Gueldre, el líder de les Orques Liles, és el cavaller mag que ha traït el regne del Trèvol col·laborant amb la Maledicció del Sol de Mitjanit. En Gueldre intenta escapar-se amb màgia de transparència, però els nostres herois aconsegueixen aturar-lo. El rei dels mags encomana una nova missió a en Yami i l'Asta per evitar que l'enemic tiri endavant el seu pla. En què consistirà aquesta missió? |                      | |                         |                          |
| 40 | 40                   | Els Toros Negres van a la platja Kuro no Kaigan Monogatari (黒の海岸物語)                                    | 10 de juliol de 2018    | 16 de març de 2023       |
| El rei dels mags ha encarregat una missió secreta a l'orde dels Toros Negres, i per això tots els seus membres s'han desplaçat a la ciutat costanera de Rakue, on alguns dels nostres herois veuen el mar per primera vegada. En Yami demanarà a la Noelle que els guiï amb la seva màgia de l'aigua, que haurà de controlar en una setmana per aconseguir portar-los a tots fins al temple submarí. |                      | |                         |                          |
| 41 | 41                   | La història de l'evolució de la noia de l'aigua Mizu no Ko Seichō Monogatari (水の娘成長物語)                | 17 de juliol de 2018    | 20 de març de 2023       |
| Mentre la Noelle entrena a la platja per aconseguir controlar la seva màgia abans de la pròxima lluna plena, ella i l'Asta coneixen una noia, la Kahono, que és experta en màgia del cant. Gràcies a la veu curativa de la Noelle, l'Asta millorarà de la seva fatiga física i, gràcies als seus consells, la Noelle creixerà i evolucionarà en la seva màgia, i estarà més preparada per a la pròxima missió al temple submarí. |                      | |                         |                          |
| 42 | 42                   | El temple submarí Kaitei Shinden (海底神殿)                                                                  | 24 de juliol de 2018    | 21 de març de 2023       |
| La Noelle ha aconseguit dominar l'encanteri del Cau del Drac Marí i ha portat els nostres herois fins al temple submarí. Els habitants de les profunditats del mar els han acompanyat fins on es troba el gran sacerdot del temple, però per aconseguir la pedra màgica el sacerdot els proposa de fer un joc que sembla força perillós. |                      | |                         |                          |
| 43 | 43                   | La batalla reial del temple Shinden Batoru Rowaiyaru (神殿バトルロワイヤル)                                  | 31 de juliol de 2018    | 22 de març de 2023       |
| Els nostres herois han arribat per fi al temple submarí, però, un cop allà, en Gifso, el gran sacerdot del temple, els fa jugar a un joc contra uns altres sacerdots. Si no ho fan, no els donarà la pedra màgica. Aconseguiran l'Asta i la resta vèncer i obtenir la pedra abans que arribin els seus enemics de la Maledicció del Sol de Mitjanit? |                      | |                         |                          |
| 44 | 44                   | Foc noble i llamp desenfrenat Guchokuna Kakyū to Honpōna Inazuma (愚直な火球と奔放な稲光)                    | 7 d'agost de 2018       | 23 de març de 2023       |
| En Luck i en Magna es troben sols davant d'en Vetto, la ferotge bèstia de la Maledicció del Sol de Mitjanit, que ha arribat al temple submarí disposat a endur-se la pedra màgica. Mentre els nostres dos herois lluiten amb les màgies respectives, del llamp i de les flames, l'Asta i en Kiato es dirigeixen cap a ells per ajudar-los. Hi seran a temps? |                      | |                         |                          |
| 45 | 45                   | El noi que no sap rendir-se Akirame no Warui Otoko (諦めの悪い男)                                            | 14 d'agost de 2018      | 27 de març de 2023       |
| Per una banda, l'Asta i en Kiato han format equip per fer front a en Vetto, la descomunal fera de la Maledicció del Sol de Mitjanit, i per l'altra, en Gauche i en Finral s'han vist atrapats per un dels subordinats d'en Vetto. La Charmy, que s'ha quedat adormida a causa d'un encanteri, tindrà una funció clau a l'hora d'ajudar-los. Se'n sortiran, els nostres herois? |                      | |                         |                          |
| 46 | 46                   | El despertar Kakusei (覚醒)                                                                                  | 21 d'agost de 2018      | 28 de març de 2023       |
| La Kahono aconsegueix despertar el seu germà i plegats lluiten contra en Vetto, però aquesta fera malvada de la Maledicció del Sol de Mitjanit els deixa fora de combat. La Noelle lluita amb ella mateixa per controlar el poder de la força de l'aigua i poder ajudar els dos germans del Temple Submarí i la resta dels companys dels Toros Negres. Aconseguirà, la Noelle, llançar un encanteri d'atac i vèncer en Vetto? |                      | |                         |                          |
| 47 | 47                   | Una arma única Yuiitsu no Buki (唯一の武器)                                                                  | 28 d'agost de 2018      | 28 de març de 2023       |
| La Noelle lluita amb totes les seves forces contra en Vetto, però arriba un moment que sembla que no se'n podrà sortir tota sola. En aquell precís instant, l'Asta ha tornat a posar-se dempeus per protegir-la, i després arriben els reforços de la Vanessa i en Finral. Podran, entre tots, acabar amb en Vetto? |                      | |                         |                          |
| 48 | 48                   | Desesperació contra esperança Zetsubō Bāsasu Kibō (絶望VS希望)                                               | 4 de setembre de 2018   | 29 de març de 2023       |
| Gràcies a l'ajut de la màgia dels fils de la Vanessa i de la màgia espacial d'en Finral, l'Asta està aconseguint contraatacar en Vetto. Tots plegats lluiten més enllà dels seus límits i, quan sembla que estan a punt de defallir, en Gauche, la Grey i la Charmy apareixen per unir-se a l'equip. Aconseguiran acabar amb en Vetto? |                      | |                         |                          |
| 49 | 49                   | Més enllà dels límits Genkai no Saki (限界の先)                                                              | 11 de setembre de 2018  | 29 de març de 2023       |
| L'Asta està lluitant amb totes les seves forces al costat dels seus companys i ha aconseguit tombar en Vetto. Però aquest, quan semblava que ja estava acabat, s'ha tornat a posar dempeus encara més enfortit. Per sort, en Yami ha aconseguit sortir d'on estava tancat, i n'ha sortit també més fort. Podrà acabar amb en Vetto, finalment? |                      | |                         |                          |
| 50 | 50                   | La fi de la lluita i de la desesperació Tatakai no Hate Zetsubō no Owari (戦いの果て 絶望の終わり)           | 18 de setembre de 2018  | 30 de març de 2023       |
| Ple d'energia, en Yami ha acabat amb en Vetto amb un sol atac i ha salvat així els Toros Negres i el Temple Submarí d'un tràgic final. Ara els nostres herois ja poden obtenir la pedra màgica que era l'objectiu d'aquesta missió, refer-se i tornar a casa. |                      | |                         |                          |
| 51 | 51                   | Tenia raó Tadashi-sa no Shōmei (正しさの証明)                                                                | 25 de setembre de 2018  | 30 de març de 2023       |
| En Yami comunica al rei dels mags tots els esdeveniments succeïts al Temple Submarí, acompanyat de l'Asta, la Charmy i en Finral. Però, mentre estan reunits amb el rei dels mags, en Marx irromp amb males notícies: unes tropes del regne del Diamant estan atacant la ciutat fronterera de Kiten. Podrà, el regne del Trèvol, fer front a aquesta batalla? |                      | |                         |                          |